# Doron Grossman
Doron M. Grossman (* 1956 in Tel Aviv-Jaffa; † 3. April 2005 in Jerusalem) war ein israelischer Diplomat.
Grossman studierte Politikwissenschaft und Internationale Beziehungen an der Universität Tel Aviv und Kommunikationswissenschaft an der Hebräischen Universität in Jerusalem. 1983 trat er in den diplomatischen Dienst Israels ein.
Seine erste Berufung führte ihn nach Wien, wo er an der israelischen Botschaft erst als erster Botschaftsrat und später als Gesandter fungierte. Während seiner weiteren diplomatischen Karriere wurde er 1997 Botschafter in Senegal,  sowie später nicht-residierender Botschafter für Gambia und ab 2002 Botschafter in Äthiopien. Für 2005 war seine Versetzung nach Südafrika vorgesehen.
Am Abend des 29. März 2005 wurde Grossman mit einer Schusswunde am Kopf und seiner eigenen Waffe in der Hand in seinem Hotel-Apartment in Addis Abeba schwer verletzt aufgefunden und in das private Hayat Hospital gebracht. Am nächsten Abend wurde er nach Israel ausgeflogen. und in kritischem Zustand im Jerusalemer Hadassah University Hospital in En Kerem eingeliefert. Er erlangte das Bewusstsein nicht mehr wieder und starb am 3. April 2005. Die Polizei ging bei Grossmans Tod von Suizid aus. Es gab keine Hinweise auf einen kriminellen oder terroristischen Hintergrund. Allerdings wurde kein Abschiedsbrief gefunden. Grossman hatte kurz vor der Tat von einer Krebserkrankung im Endstadium erfahren.
Er wurde auf dem Har Hamenuchot-Friedhof in Jerusalem beigesetzt.